# Толбага (станція)
Толбага (рос. Толбага) — станція Читинського регіону Забайкальської залізниці Росії, розташована на дільниці Заудинський — Каримська між станціями Новопавлівка (відстань — 8 км) і Хохотуй (23 км). Відстань до ст. Заудинський — 187 км, до ст. Каримська — 458 км.